# Clarence Seedorf
Clarence Seedorf (født 1. april 1976 i Paramaribo) er en surinam-født hollandsk fodboldtræner og tidligere fodboldspiller.
Han har i sin fodboldkarriere spillet for Liverpool (1990-1992), Ajax Amsterdam (1992-1995), Sampdoria (1995-1996), Real Madrid (1996-1999), Inter (1999-2002), A.C. Milan (2002-2012) og Botafogo (2012-2014). 
Han er den eneste fodboldspiller, der har vundet Champions League med tre forskellige klubber: Ajax Amsterdam (1995), Real Madrid (1998) og AC Milan (2003 og 2007) 
Han debuterede for det hollandske landshold i 1994 og spillede 87 kampe og scorede 11 mål.  